# Carlos, Duque de Teschen
Carlos Luís João José Lourenço (Florença, 5 de setembro de 1771 – Viena, 30 de abril de 1847) foi um arquiduque do Império Austríaco por toda a vida e Duque de Teschen de 1822 até sua morte. Era um marechal de campo do exército austríaco e o terceiro filho do imperador Leopoldo II, e sua esposa a infanta Maria Luísa da Espanha. Apesar de sofrer de epilepsia, Carlos alcançou grande respeito tanto como comandante militar quanto como reformista do exército, sendo considerado como um dos maiores adversários de Napoleão Bonaparte.

## Primeiro anos

### Família
Carlos era o terceiro filho do imperador Leopoldo II e da infanta Maria Luísa da Espanha. Seus avós paternos foram Francisco I, Sacro Imperador Romano-Germânico e Maria Teresa I, Imperatriz da Áustria; e seus avós maternos foram o rei Carlos III de Espanha e Maria Amália da Saxônia. Entre seus irmãos encontram-se Maria Teresa, rainha da Saxônia, Francisco I, imperador da Áustria, Fernando III, Grão-duque da Toscana, Maria Clementina, primeira esposa do futuro Francisco I das Duas Sicílias e Rainiero, primeiro vice rei do Reino Lombardo-Vêneto.
Devido às sua crises de epilepsia, o arquiduque foi inicialmente destinado à vida eclesiástica, embora se interessasse bastante pela carreira militar. Após a morte de seus pais, em 1792, Carlos foi adotado por seus tios, a arquiduquesa Maria Cristina e o príncipe Alberto de Saxe-Teschen, que tiveram apenas uma filha, morta na infância. Os duques de Teschen apoiaram e incentivaram suas aspirações militares, além de torná-lo o único herdeiro de seu imenso patrimônio (incluindo o célebre palácio de Viena, atual sede da Galeria Albertina).

### Carreira militar
Carlos iniciou sua carreira nos Países Baixos Austríacos, onde os duques de Teschen eram governadores. Sua primeira atuação foi durante a Revolução Francesa. Ele comandou uma brigada na Batalha de Jemappes e, na campanha de 1793, distinguiu-se nas batalhas de Aldenhoven e Neerwinden. Nesse ano, recebeu a patente de marechal-de-campo e tornou-se governador dos Países Baixos Austríacos. Ocupou altos comandos no restante da guerra e participou da Batalha de Fleurus.
Serviu no Reno em 1795, tornando-se comandante-em-chefe de todas as forças austríacas ao longo desse rio no ano seguinte. Sua conduta durante as operações contra Jean-Baptiste Jourdan e Jean Victor Marie Moreau, em 1796, elevou sua reputação à dos maiores generais da Europa.

## Guerras Napoleônicas

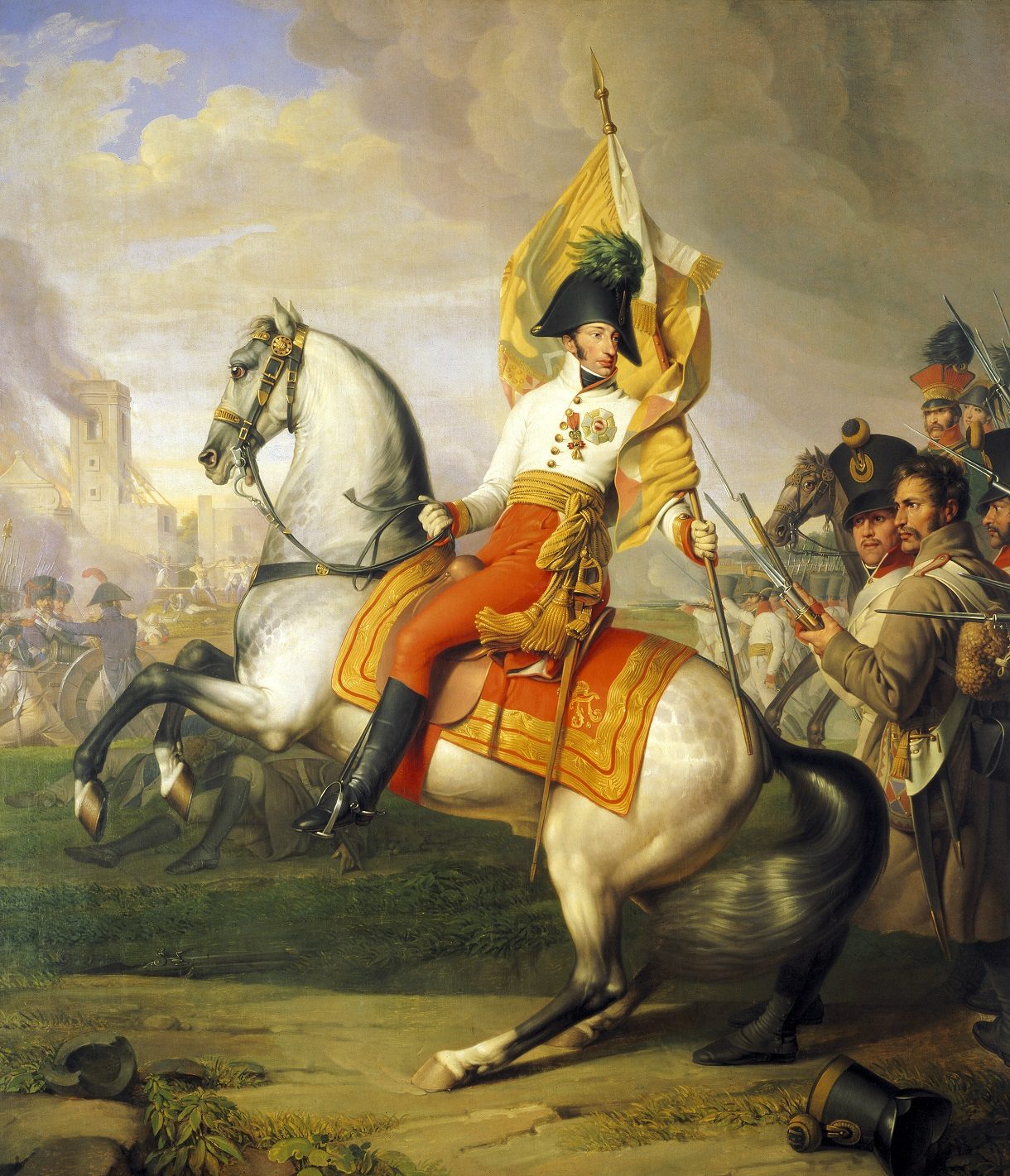
O vitorioso arquiduque Carlos durante a Batalha de Aspern-Essling

Em 1797, Carlos foi enviado à Itália para deter a marcha vitoriosa do general Bonaparte e conduziu a retirada das esgotadas tropas austríacas com os melhores resultados. Derrotou Jourdan em duas outras ocasiões: em 1799, na Batalha de Ostrach e, em 1800, na batalha de Stockach, na sequência da bem sucedida invasão da Suíça e da derrota de André Masséna na  Primeira Batalha de Zurique, após o que o arquiduque voltou a entrar na Alemanha e novamente empurrou os franceses de volta ao Reno.
Sua doença, contudo, o obrigou a retirar-se para a Boêmia, de onde logo foi chamado para deter o avanço de Jean Victor Marie Moreau sobre Viena. No entanto, o resultado desastroso da Batalha de Hohenlinden forçou-o a assinar o Armistício de Steyr. Sua popularidade foi tal, que o governo de Ratisbona decidiu, em 1802, erigir uma estátua em sua homenagem e conferir-lhe o título de Salvador da Pátria; honrarias que Carlos recusou.
Na quarta e desastrosa guerra de 1805, Carlos comandou aquilo que pretendia ser o maior exército na Itália, mas os acontecimentos fizeram da Alemanha o teatro de operações mais decisivo da Europa e as derrotas sofridas no Danúbio acabaram por neutralizar o êxito obtido pelo arquiduque contra André Masséna na desesperada Batalha de Caldiero. A paz trouxe a oportunidade de se iniciar a reorganização do exército, que foi posto à prova em 1809. Como Generalíssimo dos exércitos, Carlos havia sido nomeado marechal-de-campo alguns anos antes.
Em 1806, Francisco I da Áustria o nomeou Comandante-em-chefe do exército austríaco e chefe do Conselho de Guerra. Apoiado pelo prestígio de ser o único general que havia se mostrado capaz de derrotar os franceses, iniciou reformas de longo prazo que substituíram os métodos obsoletos do século XVIII pela organização e táticas dos exércitos franceses. O exército austríaco foi surpreendido em pleno processo de transição pela guerra de 1809, onde Carlos atuou como Comandante-em-chefe. Nessa guerra, mostrou ser um inimigo muito mais formidável que antes e só sucumbiu às irregulares tropas que Napoleão enviou contra ele após uma luta acirrada.
Seu êxito inicial foi neutralizado pelo revés das batalhas de Abensberg, Landshut e Eckmühl mas, após a evacuação de Viena, o arquiduque logrou uma magnífica vitória na Batalha de Aspern-Essling. Na sequência, a Batalha de Wagram, nos arredores de Viena, foi ainda mais acirrada e terminou com a derrota dos austríacos que, todavia, mantiveram suas posições. Carlos infligiu aos exércitos de Napoleão um número considerável de baixas (aproximadamente 50 milhares). Ao final da campanha, colocou à disposição da coroa todos os seus cargos militares.

## Casamento e filhos

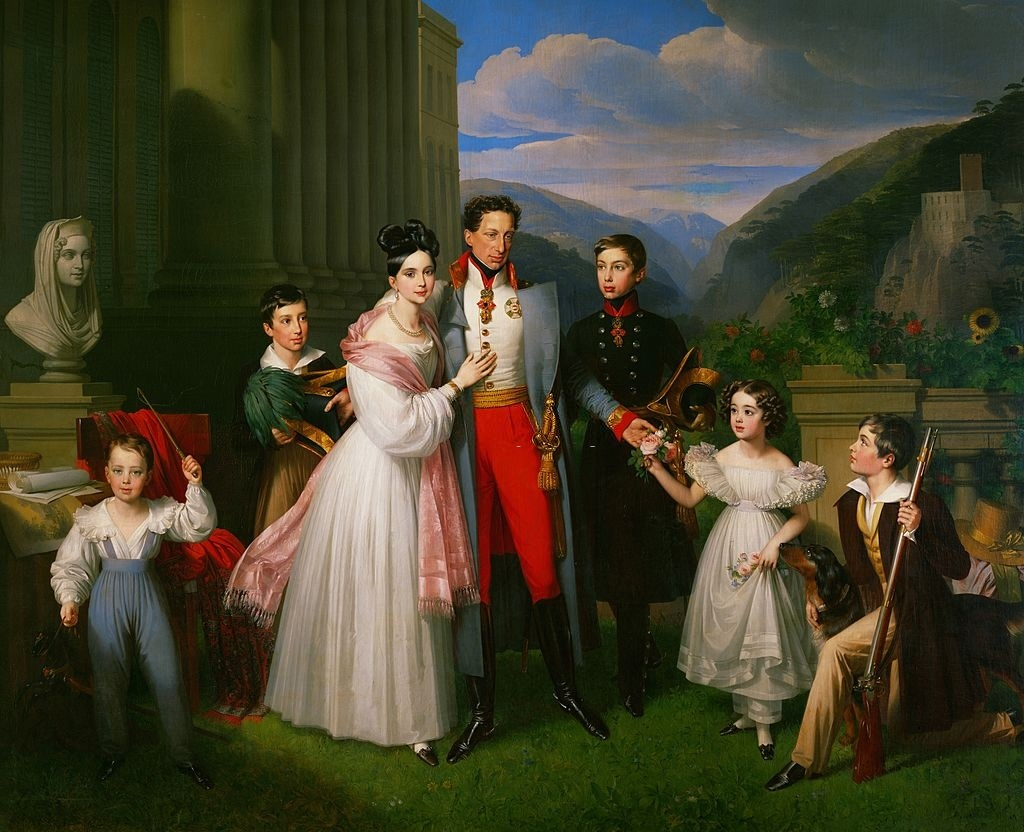
Arquiduque Carlos com sua família

Casou-se em Weilburg, em 17 de setembro de 1815, com a princesa Henriqueta de Nassau-Weilburg, filha de Frederico Guilherme de Nassau-Weilburg e Luísa Isabel de Kirchberg. O casal teve sete filhos:
- Maria Teresa Isabel da Áustria (31 de julho de 1816 - 8 de agosto de 1867), casada com Fernando II das Duas Sicílias, com descendência.
- Alberto, Duque de Teschen (3 de agosto de 1817 - 2 de fevereiro de 1895), casado com a princesa Hildegarda Luísa da Baviera, com descendência.
- Carlos Fernando da Áustria (29 de julho de 1818 - 20 de novembro de 1874), casado com Isabel Francisca de Áustria-Toscana, com descendência.
- Frederico da Áustria (14 de maio de 1821 - 5 de outubro de 1847), não se casou.
- Rodolfo da Áustria (25 de setembro de 1822 - 11 de outubro de 1822), morreu na infância.
- Maria Carolina da Áustria (10 de setembro de 1825 - 17 de julho de 1915), casada com o arquiduque Rainiero Fernando da Áustria, sem descendência.
- Guilherme Francisco da Áustria (21 de abril de 1827 - 29 de julho de 1894), não se casou.

## Morte
Carlos morreu em Viena, em 30 de abril de 1847. Seu corpo encontra-se na sepultura n.º 122 da Cripta Nova, na Cripta Imperial de Viena. Em sua memória foi erigida uma estátua equestre em 1860, na Heldenplatz (Praça dos Heróis), em frente ao Palácio de Hofburg, em Viena.